# Труханово (Брянська область)
Труханово (рос. Труханово) — село в Унецькому районі Брянської області Російської Федерації.
Населення становить 21 особу. Входить до складу муніципального утворення Висоцьке сільське поселення.

## Історія
Населений пункт розташований на території українського етнічного та культурного краю Стародубщина.
Від 2005 року входить до складу муніципального утворення Висоцьке сільське поселення.

## Населення
| 2010 | 2013 |
| ---- | ---- |
| 22   | ↘21  |